# Quemigny-sur-Seine
 Quemigny-sur-Seine  là một xã thuộc tỉnh Côte-d'Or trong vùng Bourgogne miền đông nước Pháp.